# Лили Марлен
Лили Марлен је чувена немачка љубавна песма која је стекла велику популарност на обема странама у Другом светском рату, а коју је отпевала немачка певачица Лале Андерсен. На то је утицала њена права природа, без обзира на допадљиву мелодију, испуњена сетом, јер на самом крају песме слушалац схвата да је главни актер песме мртав и да заправо свира песму, обраћајући се Лили са онога света.
И после Другог светског рата песма је наставила да живи. Отпевана је на 48 језика у преко 200 верзија. Нарочито се прославила верзија Марлен Дитрих, која је овој сетној песми удахнула нешто другачији, романтичнији тон.

## Историја
Текст песме написао је немачки учитељ из Хамбурга Ханс Лајп (Hans Leip, 1893-1983), као мобилисани војник за време Првог светског рата. Песма говори о љубави и чежњи војника према својој девојци са којом се састајао под фењером пред улазом касарне, пре него што је послат далеко од родног места. Име Лили Марлен је комбинација имена тадашње Лајпове љубави и једне његове пријатељице, а сама песма је објављена под именом „Песма младог војника на стражи“ („Das Lied eines jungen Soldaten auf der Wacht“).
Музику је 1938. компоновао немачки композитор Норберт Шулце (Norbert Schultze), док је аутор текста на енглеском Томи Конор (Tommy Connor). Песма је оригинално названа „Девојка под фењером“ („Das Mädchen unter der Laterne“), али је остала упамћена под именом „Лили Марлен“. Немачка варијанта снимљена је 1939. године у изведби Лале Андерсен, док је верзију на енглеском отпевала немачка, у Америци натурализована, певачица Марлен Дитрих.
Након окупације Београда 1941, Радио Београд, чији се сигнал могао хватати широм Европе, постао је радио-станица немачких окупационих снага под именом „Soldatensender Belgrad“ („Војнички радио Београд“). Официр који је управљао станицом је из Беча понео неколико плоча са музиком ради емитовања, и међу њима је била тада мало позната песма „Лили Марлен“ у изведби Лале Андерсен, стара 2 године, издата у свега 700 примерака. Због недостатка других плоча, Радио Београд је често емитовао ову песму.
Песма је за кратко време постала врло популарна, упркос противљењу нацистичких органа власти, првенствено Јозефа Гебелса, немачког министра за пропаганду, који је и наредио престанак њеног емитовања. Након тога, у Радио Београд су почела да пристижу многобројна писма немачких војника са свих страна Европе, у којима су молили да се песма врати у програм. Радио Београд је вратио песму у своју програмску шему, и од тада ју је емитовао сваке вечери у 21:55. Војници стационирани по Медитерану, укључујући и немачке одреде у Африци и британске припаднике Осме армије, редовно су подешавали своје радио-пријемнике како би је чули. Чак је и Ромел, командант немачких снага у Африци, био љубитељ ове песме и заједно са војницима ју је слушао свако вече.
Најстарију верзију на енглеском отпевала је Ен Шелтон (Anne Shelton), енглеска певачица позната по свом ангажману у мотивисању британских трупа у Другом светском рату, док је најпопуларнију касније отпевала певачица и глумица Марлен Дитрих. Различите верзије песме, на исту мелодију, биле су врло популарне међу савезничким трупама при искрцавању у Нормандију, као и међу онима у Италији.

## Симбол немачке окупације
У популарној култури Србије и послератне Југославије, песма „Лили Марлен“ је остала упамћена као симбол немачке окупације и понекад је асоцирана са нацистичким војним походима, бомбардовањима, освајањима и зверствима. Иронично, ова немачка „ратна песма“, заправо је љубавна и срцепарајућа наднационална и ванвременска поема о љубави и бесмислу рата.
„Лили Марлен“ се изводи све чешће у Србији без обзира не негативне конотације, 2008. певачица „лаких нота“ Екстра Нена ју је певала у Сава центру а преносила је национална телевизија.
„Лили Марлен“ се користила и као подлога за ријалити-шоу "Фарма" (пролеће 2010). Песма је на симболичан начин искоришћена и у филму  Емира Кустурице, добитнику Златне палме на Канском филмском фестивалу 1995, као најава два распада југословенске државе и ратова који су уследили.